# Encroûtement cobaltifère
 (février 2020).
Les encroûtements cobaltifères (« cobalt-rich crusts » ou « cobalt-rich deposits » en anglais) sont des précipitations, en milieu marin, d'oxydes et hydroxydes de manganèse et de fer enrichis en cobalt et parfois en platine. Ces dépôts dont la surface a un aspect mamelonné peuvent localement atteindre 25 cm d'épaisseur sur divers substrats indurés.

## Localisations dans le monde
Les encroûtement cobaltifères se sont formés sur certains monts sous-marins, à 400 à 4000 mètres de fond.
Dans le monde les dépôts les plus riches se situeraient en Polynésie dans la Zone Economique Exclusive (ZEE) française et plus particulièrement sur certains secteurs du plateau de l'archipel des Tuamotu, entre 800  et   2 500 mètres de profondeur. 
La ZEE des États-Unis autour de l'atoll Johnston, des îles Marshall ainsi que les eaux internationales Mid-Pacific Mountains sont également des gisements potentiels.

## Les substrats
Les substrats reconnus sont de trois types : 
1. roches basaltiques,
2. carbonates (du type plateforme carbonatée),
3. cendres volcaniques palagonitisées.

## Vitesse de croissance de ces dépôts
Elle semble avoir été extrêmement lente ; de l'ordre de 0,1 à 1 mm/million d'années, tout au moins pour les dépôts d'origine hydrogénétique.

## Histoire
C'est en 1971 que la France, grâce à une campagne océanographique du CNEXO, ramena les premiers échantillons d'encroûtements polymétalliques. 
Il a ensuite fallu attendre les années 1986-87 pour que deux nouvelles campagnes soient réalisées (Raymond Le Suavé, Département Géosciences Marines de l'IFREMER) dans le cadre du projet NODCO (NODules - et encroûtements - CObaltifères) ; elles furent centrées sur le plateau des Tuamotu, plus précisément sur les zones préservées des apports sédimentaires d'origine péri-récifales. Le site de Niau, premier à être découvert (en 1971), ainsi que plusieurs autres, ont particulièrement été étudiés à l'aide d'un sondeur multifaisceaux, de « traits » photographiques au moyen de l'engin autonome Épaulard, d'images acoustiques à l'aide du sondeur acoustique remorqué (SAR), de dragages et d'un système de prélèvements instrumenté (multi-carottier). 
Tous les échantillons ferro-manganésifères ont révélé un enrichissement en cobalt, atteignant jusqu'à dix fois les teneurs relevées dans les nodules du Pacifique nord-équatorial ; de plus le platine est systématiquement présent à des teneurs comparables à celles relevées dans les meilleurs gisements terrestres. 
Dans la seconde moitié des années 1990, le programme ZEPOLYF (Zone Economique des POLynésie Française)  mis en œuvre par l'Université française du Pacifique (Alain Bonneville), a, entre autres, effectué un échantillonnage à large maille par dragages sur de nombreux monts sous-marins. Les résultats ont montré des enrichissements en cobalt assez inégaux.

## Techniques d'exploitation
Elles sont encore hypothétiques ou aux stades du bureau d'études. 
En effet, même si ces gisements sont peu profonds par rapport aux gisements de nodules polymétalliques, il faudrait pouvoir les récolter et/ou exploiter in situ en séparant la partie stérile (roches dures) de la partie minéralisée et enrichie en métaux sans provoquer des dégâts écologiques ni d'autres coûts inacceptables.

## Permis d'exploration
Quatre organisations internationales se sont vu accorder un permis d'exploration des encroûtements cobaltifères par l'Autorité Internationale des Fonds Marins (AIFM) :
- dans le Pacifique occidental: 
  - En 2014, China Ocean Mineral Resources Research & Development Association (COMRA) - Chine
  - En 2014, Japan Oil, Gas and Metals National Corporation (JOGMEC) - Japon
  - En 2015, Ministry of Natural Resources and Environment - fédération de Russie
- dans l'Atlantique sur le ride du Rio Grande:
  - En 2015, Companhia De Pesquisa de Recursos Minerais - Brésil